# Dieupentale

Dieupentale este o comună în departamentul Tarn-et-Garonne din sudul Franței. În 2009 avea o populație de 1.344 de locuitori.

## Evoluția populației
| An        | 1975 | 1982 | 1990 | 1999 | 2006  | 2009  |
| --------- | ---- | ---- | ---- | ---- | ----- | ----- |
| Populație | 614  | 617  | 662  | 733  | 1.016 | 1.344 |

## Monumente

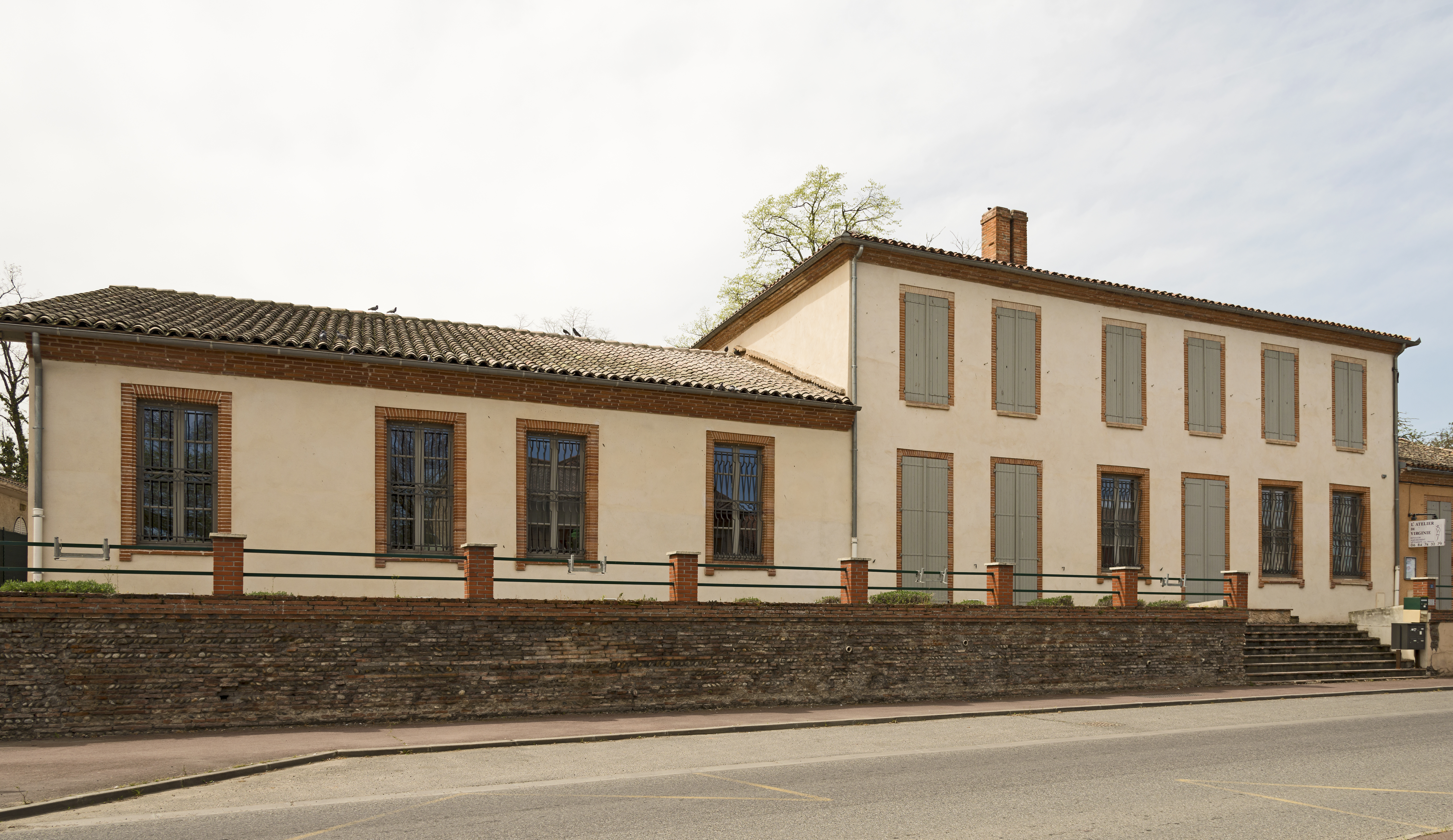
primărie.
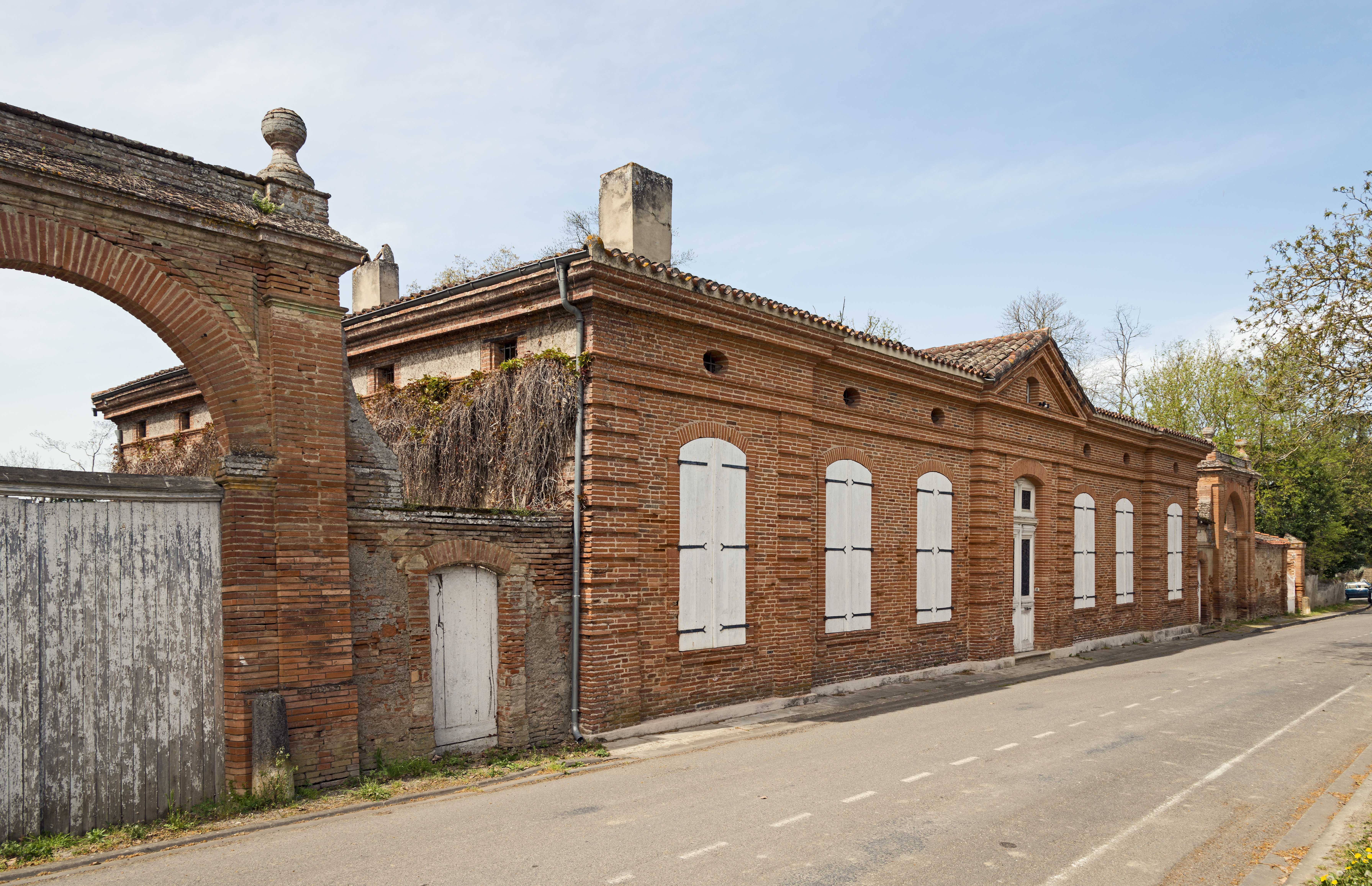
Castelul, de Laparre de Saint-Sernin.
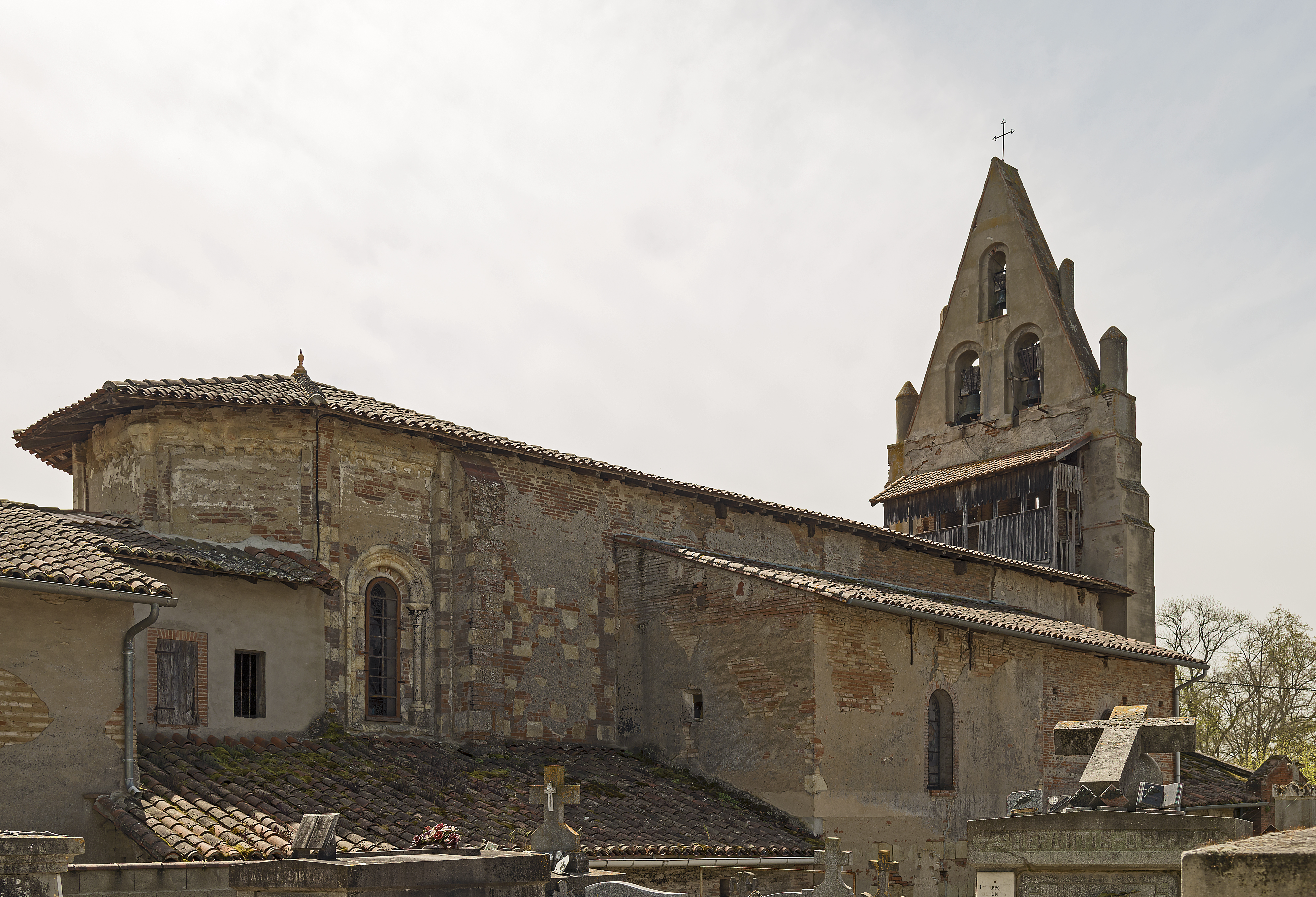
Biserica.
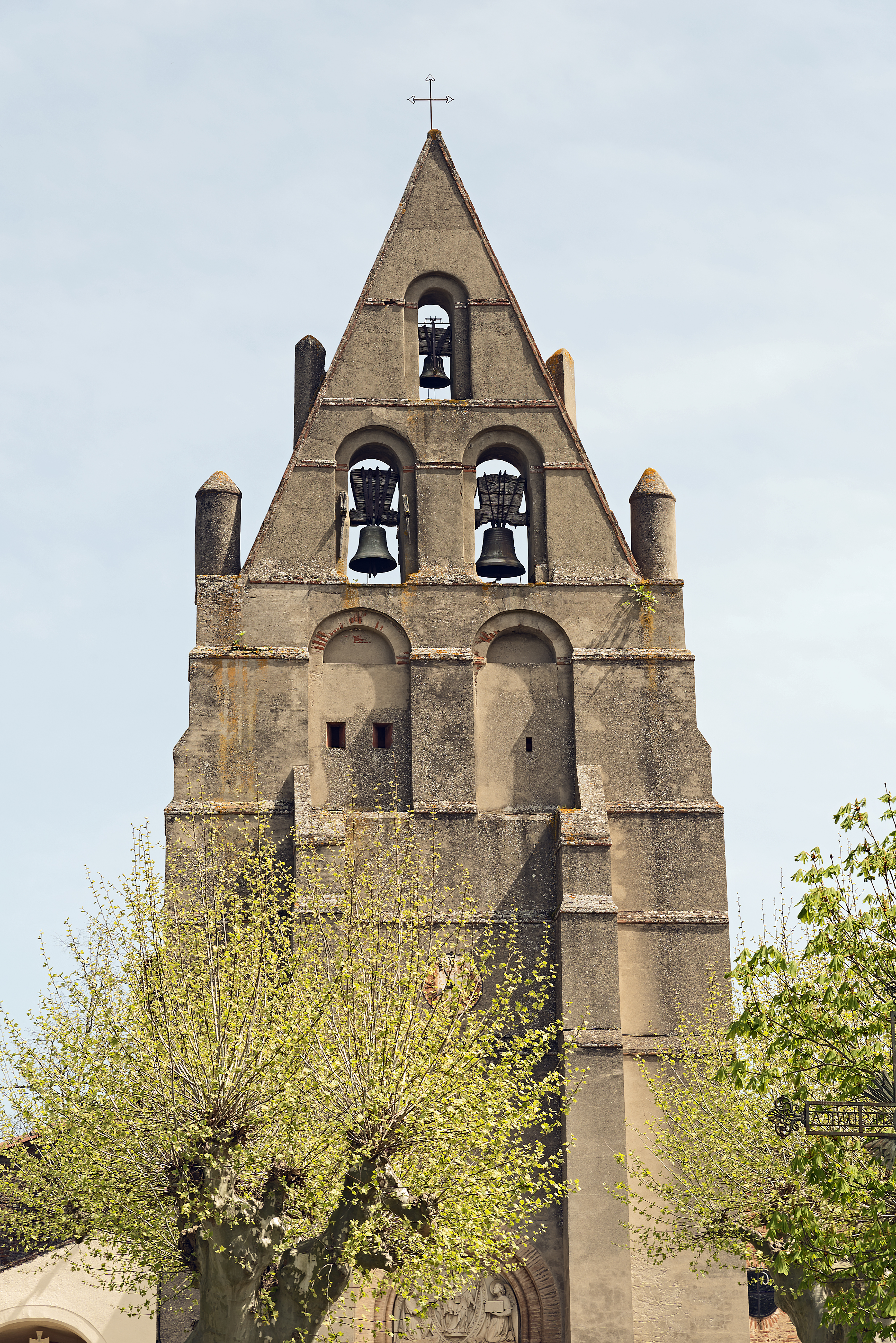
clopotnita.
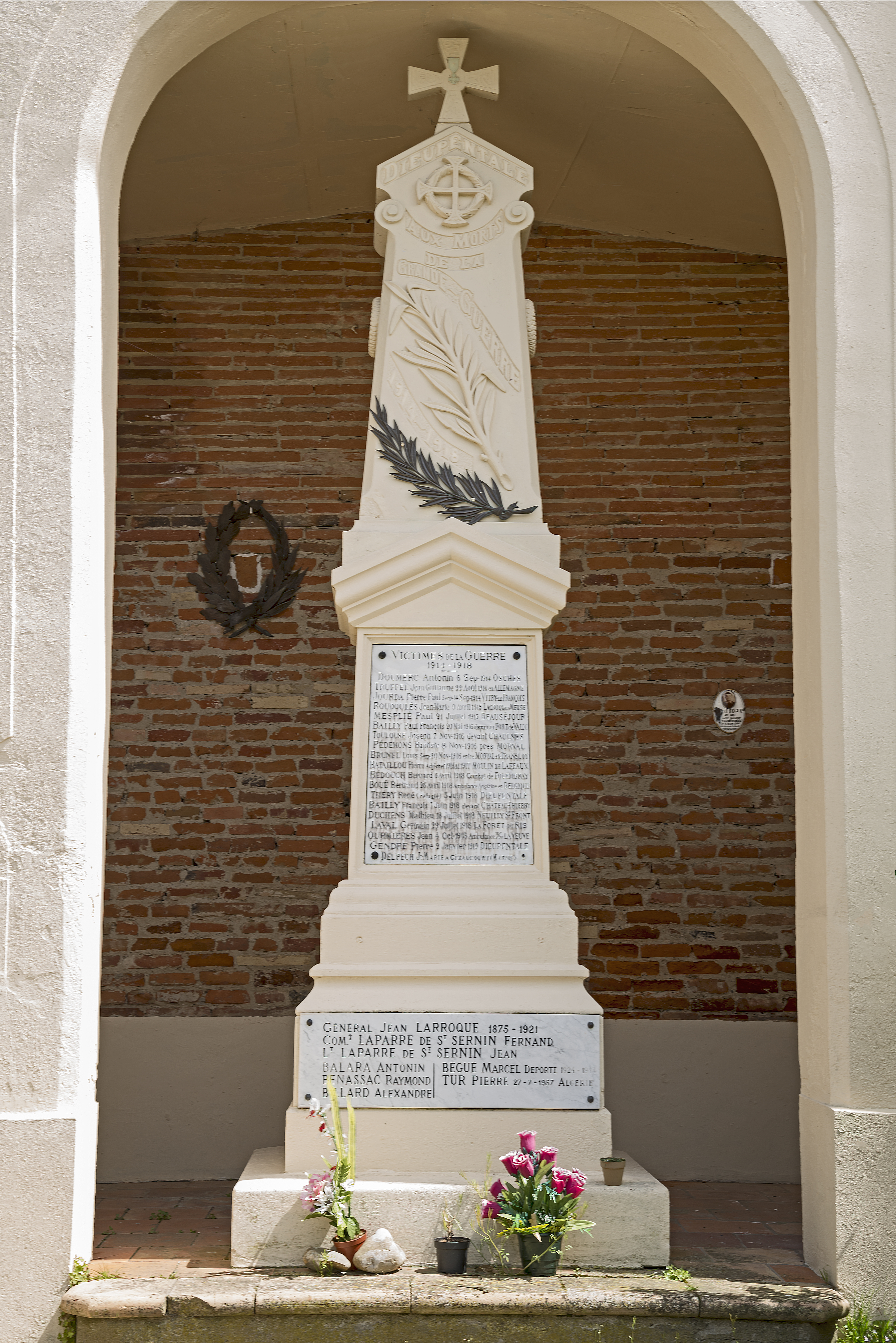
Memorial de război.
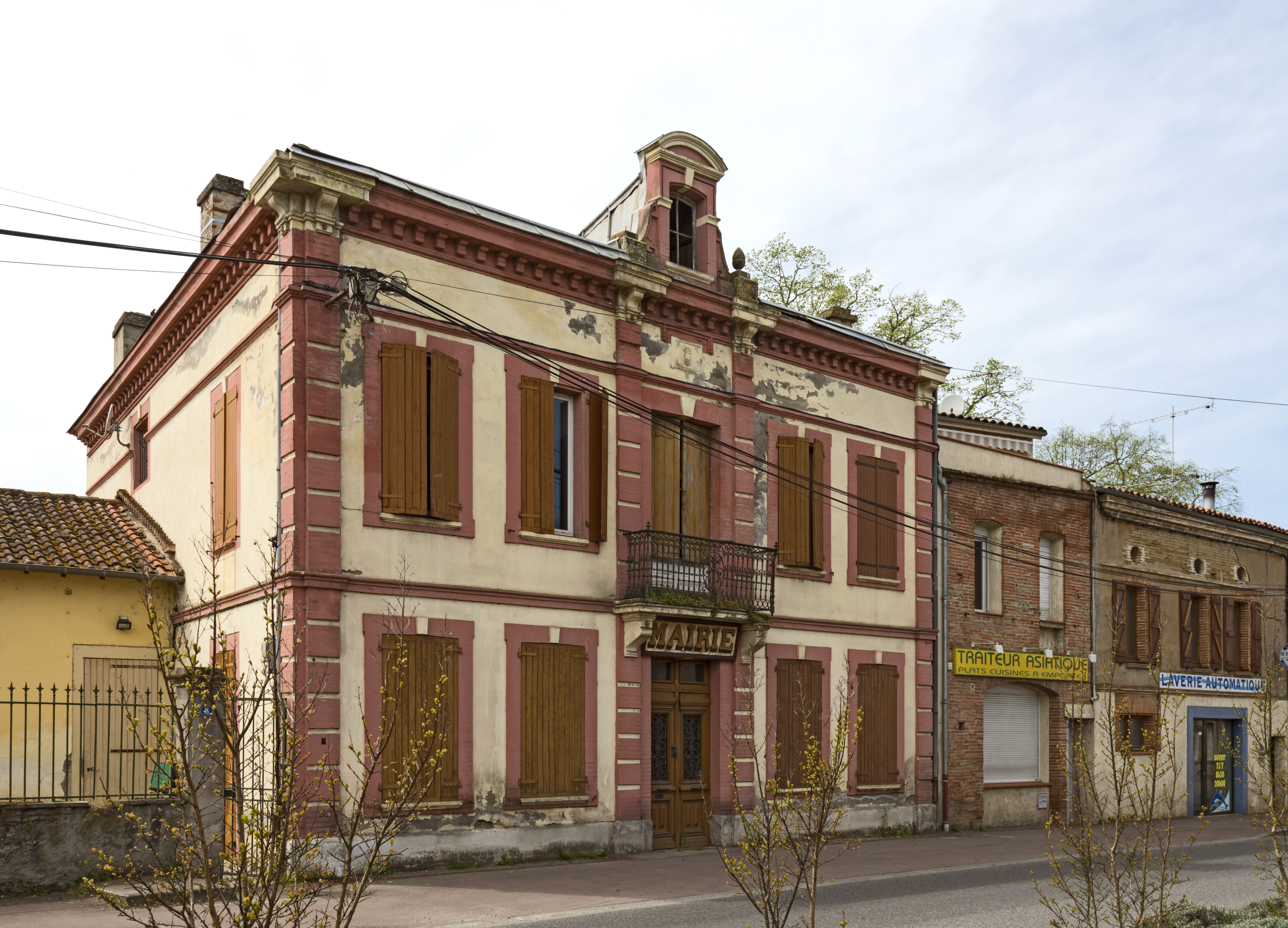
primărie vechi.